# Âu Hải
Âu Hải (chữ Hán giản thể: 瓯海区, bính âm: Ōuhǎi Qū, âm Hán Việt: Âu Hải khu) là một quận thuộc địa cấp thị Ôn Châu, tỉnh Chiết Giang, Cộng hòa Nhân dân Trung Hoa. Âu Hải có diện tích 614 km², dân số 406.600 người (năm 2009). Chính quyền nhân dân Âu Hải đóng tại nhai đạo Lâu Kiều.

## Địa lý
Âu Hải nằm ở tây nam Ôn Châu. Phía đông giáp quận Long Loan, phía tây giáp huyện Thanh Điền của địa cấp thị Lệ Thủy, phía nam giáp thành phố cấp huyện Thụy An, phía bắc giáp quận Lộc Thành.

## Lịch sử
Tháng 12 năm 1981, huyện Âu Hải tách ra khỏi Ôn Châu. Tháng 3 năm 1992 bỏ huyện lập quận. Tháng 7 năm 2001 điều chỉnh địa giới hành chính của Ôn Châu. Nửa Vĩnh Cường gồm 7 trấn nguyên thuộc Âu Hải nay thuộc về Long Loan, nửa Đằng Kiều gồm 2 trấn 3 hương và 4 thôn của trấn Ngô Duyên thuộc về Lộc Thành. Các trấn Tiên Nham, Lệ Áo vốn thuộc thành phố cấp huyện Thụy An quy về Âu Hải.
Năm 2003 chính quyền tỉnh Chiết Giang triệt tiêu 3 hương Tây Ngạn, Ngũ Phượng Dương, Bắc Lâm Dương để thành lập trấn Trạch Nhã. Đổi 5 trấn và 1 hương thành nhai đạo. Đó là Ngô Điền, Tân Kiều, Lâu Kiều, Nam Bạch Tượng, Trà Sơn cùng Tam Dương.

## Phân chia hành chính
Về mặt hành chính, năm 2010 quận Âu Hải có các đơn vị hành chính trực thuộc gồm 7 nhai đạo, 6 trấn.
- Nhai đạo: Cảnh Sơn, Tân Kiều, Lâu Kiều, Ngô Điền, Nam Bạch Tượng, Trà Sơn, Tam Dương.
- Trấn: Cù Khê, Quách Khê, Phan Kiều, Trạch Nhã, Lệ Áo, Tiên Nham.